# بریکستون کارنز
بریکستون کارنز (انگلیسی: Brixton Karnes؛ ۵ فوریهٔ ۱۹۶۰ – ۱۶ مهٔ ۲۰۱۲) بازیگر اهل ایالات متحده آمریکا بود.
از فیلم‌ها یا مجموعه‌های تلویزیونی که وی در آن‌ها نقش داشته‌است، می‌توان به تیم نایت رایدر اشاره نمود.